# Liste der denkmalgeschützten Objekte in Zell an der Pram
Die Liste der denkmalgeschützten Objekte in Zell an der Pram enthält die 6 denkmalgeschützten, unbeweglichen Objekte der Gemeinde Zell an der Pram im Bezirk Schärding (Oberösterreich).

## Denkmäler
| Foto |                 | Denkmal                                                                     | Standort                                       | Beschreibung | Metadaten |
| ---- | --------------- | --------------------------------------------------------------------------- | ---------------------------------------------- | --- | --- |
| ja   | Datei hochladen | Kath. Filialkirche hl. Johannes der Täufer HERIS-ID: 52196 Objekt-ID: 58643 | bei Jebling 3 Standort KG: Reischenbach        | Die Kirche, ein spätgotischer Saalbau mit abgewalmtem Satteldach, wurde 1483 urkundlich erwähnt. 1786 erfolgte die Profanierung, seit 1845 ist sie wieder Filialkirche. Die Einrichtung stammt aus dem Frühbarock. | BDA-Hist.: Q38049801 Status: § 2a Stand der BDA-Liste: 2025-06-30 Name: Kath. Filialkirche hl. Johannes der Täufer GstNr.: 1573                                          |
| ja   | Datei hochladen | Kath. Pfarrkirche Mariae Himmelfahrt HERIS-ID: 52721 Objekt-ID: 60280       | bei Hofmark 23 Standort KG: Zell an der Pram   | Urkundlich wurde 955 eine Kirche genannt. Von 1771 bis 1777 wurde nach den Plänen und unter der Leitung des Baumeisters François de Cuvilliés der Jüngere mit dem Schärdinger Maurermeister Blasius Aichinger die Kirche neu erbaut. Nach einem Brand (1782) wurde die Kirche wiederhergestellt. Der Turm erhielt 1908 einen Zwiebelhelm mit Laterne. | BDA-Hist.: Q26206384 Status: § 2a Stand der BDA-Liste: 2025-06-30 Name: Kath. Pfarrkirche Mariae Himmelfahrt GstNr.: .79 Pfarrkirche Mariä Himmelfahrt, Zell an der Pram |
| ja   | Datei hochladen | Kriegerdenkmal HERIS-ID: 79127 Objekt-ID: 92797                             | Hofmark Standort KG: Zell an der Pram          | Das Denkmal von Josef Furthner stammt aus dem Jahr 1921 und wurde 1999 restauriert; es zeigt den heiligen Georg. | BDA-Hist.: Q38153831 Status: § 2a Stand der BDA-Liste: 2025-06-30 Name: Kriegerdenkmal GstNr.: .79                                                                       |
| ja   | Datei hochladen | Kriegerdenkmal HERIS-ID: 79126 Objekt-ID: 92796                             | Hofmark Standort KG: Zell an der Pram          | Die Sandsteinfigur stammt aus dem 3. Viertel des 20. Jahrhunderts. | BDA-Hist.: Q38153822 Status: § 2a Stand der BDA-Liste: 2025-06-30 Name: Kriegerdenkmal GstNr.: 191/3                                                                     |
| ja   | Datei hochladen | Wohnhaus HERIS-ID: 79133 Objekt-ID: 92803                                   | Mühlbachstraße 3 Standort KG: Zell an der Pram | Das Gebäude, das wahrscheinlich Mitte des 19. Jahrhunderts erbaut wurde, wird heute unter dem Namen „Sallabergerhaus“ als Heimatmuseum und Gedenkstätte verwendet. | BDA-Hist.: Q38153862 Status: § 2a Stand der BDA-Liste: 2025-06-30 Name: Wohnhaus GstNr.: .63                                                                             |
| ja   | Datei hochladen | Schloss Zell HERIS-ID: 38924 Objekt-ID: 38549                               | Schloßstraße 1 Standort KG: Zell an der Pram   | Der vierflügelige Schlossbau, ein ehemaliges Wasserschloss mit spätbarockem bis frühklassizistischem Haupthaus, beherbergt seit 1979 ein Landesbildungszentrum. | BDA-Hist.: Q2244307 Status: Bescheid Stand der BDA-Liste: 2025-06-30 Name: Schloss Zell GstNr.: .1 Schloss Zell an der Pram                                              |